# Ayanine
L'ayanine est un flavonoïde de type flavonol O-méthylé. Elle est le dérivé 3,7,4'-tri-O-méthylé de la quercétine.
Elle peut être trouvée dans Croton schiedeanus ou aussi synthétisée.

## Biosynthèse
L'enzyme 3,7-diméthylquercétine 4'-O-méthyltransférase utilise la S-adénosyl méthionine et la 5, 3', 4'-trihydroxy-3,7-diméthoxyflavone (rhamnazine) pour former la S-adénosyl homocystéine et la  5,3'-dihydroxy-3,7,4'-triméthoxyflavone (ayanine).